# Letteguives
Letteguives és un municipi francès situat al departament de l'Eure i a la regió de Normandia. L'any 2007 tenia 197 habitants.

## Demografia

### Població
El 2007 la població de fet de Letteguives era de 197 persones. Hi havia 64 famílies de les quals 4 eren unipersonals (4 dones vivint soles i 4 dones vivint soles), 12 parelles sense fills, 32 parelles amb fills i 16 famílies monoparentals amb fills.
La població ha evolucionat segons el següent gràfic:
Habitants censats

### Habitatges
El 2007 hi havia 74 habitatges, 69 eren l'habitatge principal de la família, 3 eren segones residències i 2 estaven desocupats. Tots els 74 habitatges eren cases. Dels 69 habitatges principals, 65 estaven ocupats pels seus propietaris i 4 estaven llogats i ocupats pels llogaters; 6 tenien dues cambres, 4 en tenien tres, 20 en tenien quatre i 40 en tenien cinc o més. 52 habitatges disposaven pel capbaix d'una plaça de pàrquing. A 22 habitatges hi havia un automòbil i a 42 n'hi havia dos o més.

### Piràmide de població
La piràmide de població per edats i sexe el 2009 era:
| Homes | Edats   | Dones |
| ----- | ------- | ----- |
| 0     | 95 o +  | 0     |
| 4     | 90 a 94 | 0     |
| 0     | 85 a 89 | 0     |
| 0     | 80 a 84 | 4     |
| 4     | 75 a 79 | 0     |
| 4     | 70 a 74 | 4     |
| 8     | 65 a 69 | 0     |
| 0     | 60 a 64 | 4     |
| 0     | 55 a 59 | 4     |
| 8     | 50 a 54 | 8     |
| 4     | 45 a 49 | 0     |
| 8     | 40 a 44 | 8     |
| 16    | 35 a 39 | 16    |
| 0     | 30 a 34 | 4     |
| 0     | 25 a 29 | 4     |
| 4     | 20 a 24 | 0     |
| 8     | 15 a 19 | 4     |
| 12    | 10 a 14 | 4     |
| 12    | 5 a 9   | 8     |
| 4     | 0 a 4   | 4     |

## Economia
El 2007 la població en edat de treballar era de 129 persones, 91 eren actives i 38 eren inactives. De les 91 persones actives 85 estaven ocupades (43 homes i 42 dones) i 6 estaven aturades (2 homes i 4 dones). De les 38 persones inactives 17 estaven jubilades, 16 estaven estudiant i 5 estaven classificades com a «altres inactius».

### Ingressos
El 2009 a Letteguives hi havia 70 unitats fiscals que integraven 201 persones, la mediana anual d'ingressos fiscals per persona era de 20.245 €.

### Activitats econòmiques
Dels 3 establiments que hi havia el 2007, 1 era d'una empresa de construcció i 2 d'empreses de comerç i reparació d'automòbils.
L'únic servei als particulars que hi havia el 2009 era una empresa de construcció.
L'any 2000 a Letteguives hi havia 7 explotacions agrícoles que ocupaven un total de 501 hectàrees.

## Poblacions més properes
El següent diagrama mostra les poblacions més properes.